# Auffach
Auffach is een dorp in de gemeente Wildschönau, in de deelstaat Tirol van Oostenrijk. Het dorp heeft 948 inwoners en het ligt op 875 meter hoogte.
Het dorp is het laatste grotere dorp in de gemeente Wildschönau. Na Auffach zijn er nog wel een paar kleinere dorpjes als Melstatt en Schwarzenau. Het dorp is ook een vakantieoord. Onder andere de Schatzbergbahn is gelegen in dit dorp, deze kabelbaan is de langste gondelbaan van Oostenrijk en brengt de inzittenden naar de Schatzberg.

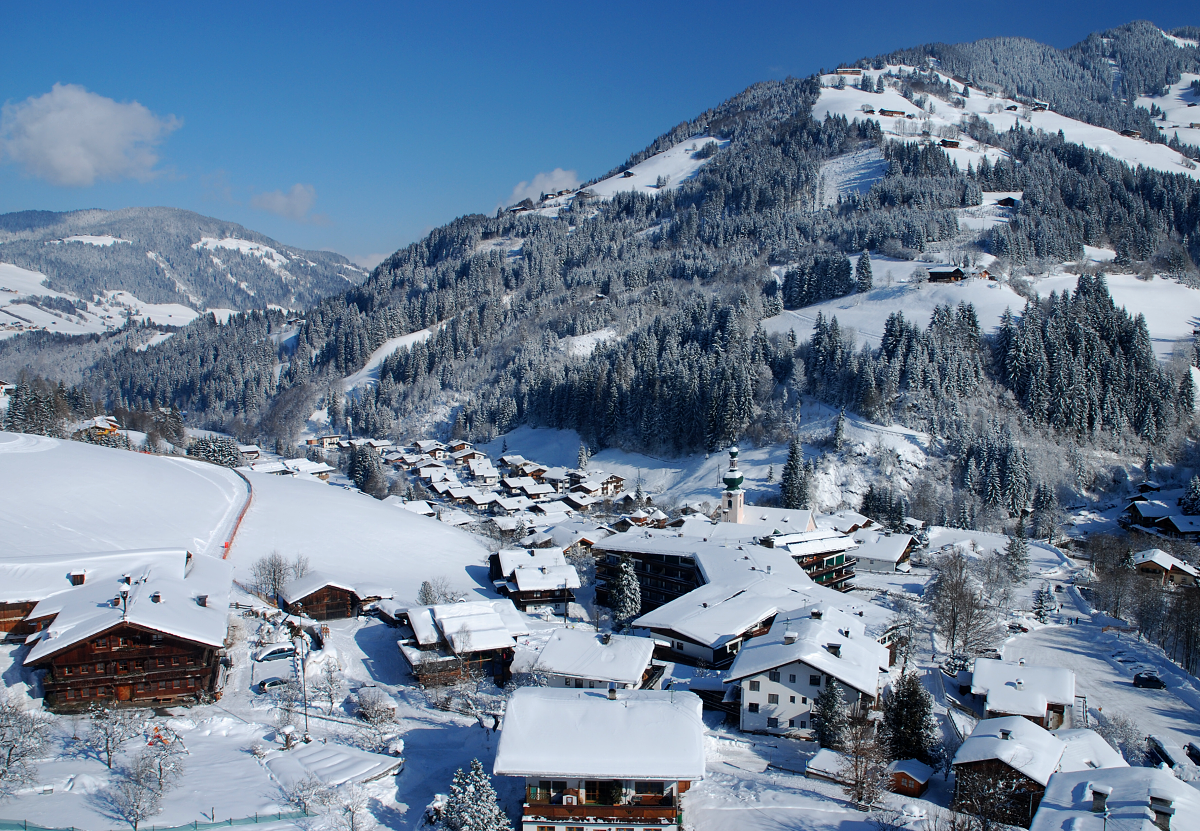
Panorama